# Test Drive Off-Road 3
Test Drive Off-Road 3 (4X4 World Trophy en Europa) es un videojuego de carreras desarrollado y publicado por Infogrames North America para Microsoft Windows, PlayStation y Game Boy Color. Se planeó una versión de Dreamcast, pero se canceló debido a problemas de lanzamiento. Los vehículos Hummer regresan, pero aún no como propiedad de General Motors ya que el desarrollo del juego comenzó antes de que General Motors adquiriera Hummer.

## Recepción
| Críticas Publicación Calificación GBC PS PC AllGame N/A [ 4 ] [ 5 ] Computer Games Strategy Plus N/A N/A [ 6 ] Electronic Gaming Monthly N/A 6.25/10 [ 7 ] [ 8 ] N/A GameFan N/A N/A 40% [ 9 ] Game Informer N/A 6/10 [ 10 ] N/A Game Revolution N/A D+ [ 11 ] N/A GameSpot N/A 4.3/10 [ 12 ] 6.3/10 [ 13 ] GameZone N/A N/A 8.1/10 [ 14 ] IGN 4/10 [ 15 ] 5/10 [ 16 ] 7.3/10 [ 17 ] Official PlayStation Magazine (EEUU) N/A [ 18 ] N/A Puntuaciones de reseñas GameRankings 50% [ 19 ] 61% [ 20 ] 56% [ 21 ] |              |              |              |
| Críticas |              |              |              |
| Publicación | Calificación | Calificación | Calificación |
| Publicación | GBC          | PS           | PC           |
| AllGame | N/A          | [ 4 ]        | [ 5 ]        |
| Computer Games Strategy Plus | N/A          | N/A          | [ 6 ]        |
| Electronic Gaming Monthly | N/A          | 6.25/10      | N/A          |
| GameFan | N/A          | N/A          | 40%          |
| Game Informer | N/A          | 6/10         | N/A          |
| Game Revolution | N/A          | D+           | N/A          |
| GameSpot | N/A          | 4.3/10       | 6.3/10       |
| GameZone | N/A          | N/A          | 8.1/10       |
| IGN | 4/10         | 5/10         | 7.3/10       |
| Official PlayStation Magazine (EEUU) | N/A          | [ 18 ]       | N/A          |
| Puntuaciones de reseñas |              |              |              |
| GameRankings | 50%          | 61%          | 56%          |

Test Drive Off-Road 3 recibió reseñas "mixtas" en todas las plataformas de acuerdo con el sitio web de agregación de reseñas GameRankings. Doug Trueman de NextGen dijo que la versión de PlayStation estaba "bastante bien hecha, pero no hay suficientes características nuevas aquí para elevar la calificación del juego por encima de 'aceptable'".
iBot de GamePro dijo sobre la versión de PlayStation en una reseña: "Con Test Drive Off Road 3, Infogrames ha entregado un juego de carreras muy sólido (con algunas fallas notables) que realmente atractivo para aquellos a quienes les gusta conducir versiones virtuales de autos reales, pero están cansados de las carreteras pavimentadas y los desvíos de los otros títulos de carreras". Sin embargo, Air Hendrix dijo en otra reseña que los "estilos ingeniosos de la misma versión de consola no les darán a los jugadores suficiente jugabilidad para llegar hasta el final. Si eres un fanático de la acción todoterreno, Test Drive Off-Road 3 vale la pena alquilar para ver las atracciones geniales, pero todos los demás deben mantenerse alejados".